# Final Fantasy VII: Advent Children
Final Fantasy VII: Advent Children (jap. ファイナルファンタジーＶＩＩ: アドベントチルドレン) – renderowany film wydany na DVD przez Square-Enix jako kontynuacja gry jRPG Final Fantasy VII. Jest to pierwsza ujawniona część szerszego projektu, kompilacji Final Fantasy VII (oryg. Compilation of Final Fantasy VII).

## Etapy tworzenia
Początkowo Advent Children miało być rodzajem teledysku przedstawiającego najbardziej znane sceny z Final Fantasy VII. Ekipa tworząca film doszła jednak do wniosku, że nakręci nowy film, który będzie kontynuacją gry. Reżyser filmu, Tetsuya Nomura, wspomniał w jednym z wywiadów, że zdecydowano się napisać zupełnie nowy scenariusz, a także zawrzeć w nim pewne sceny, które Nomura uznał za obowiązkowe dla filmu traktującego o FFVII.
26 września 2003 roku zapowiedziano oficjalnie Final Fantasy VII: Advent Children. Tego dnia w japońskim magazynie V-Jump ukazał się artykuł ze zdjęciami z filmu.
Na końcu pierwszego zwiastuna pokazano informację, że film ukaże się latem 2004. Jednak 9 maja 2005 roku Tetsuya Nomura ogłosił na oficjalnej stronie Shinry, że oficjalna premiera DVD będzie miała miejsce 14 września 2005 roku w Japonii. 12 maja 2005 magazyn Jump ogłosił, że Advent Children będzie miało równoczesną premierę w Japonii i USA. Zgodnie z czasem amerykańskim premiera nastąpi 13 września 2005 roku. Dwa dni później Square-Enix ogłosiło, że postara się, by film ukazał się w Europie w formatach DVD i UMD do końca 2005 roku.

## Opis fabuły
Fabuła Final Fantasy VII: Advent Children toczy się dwa lata po wydarzeniach ukazanych w grze. Midgar zostało zniszczone, a jego mieszkańcy powoli, lecz miarowo kroczą ścieżką odbudowy. Cierpią jednak z powodu tajemniczej choroby zwanej Geostigmą (jap. 精魂症候群　seikon-shoukougun). Nieuleczalna, pozbawia chorych sił i wszelkiej nadziei na dalsze życie.
Cloud Strife porzucił życie bohatera i żyje teraz samotnie, pracując w firmie kurierskiej i opiekując się sierotami. Wciąż męczą go wspomnienia o Zacku, Aeris i Sephiroth'cie. Pewnego dnia dostaje propozycję pracy ochroniarza od tajemniczego mężczyzny na wózku inwalidzkim, któremu pomagają dwaj byli Turkowie, Reno i Rude. Cloud miałby go chronić przed gangiem młodego, brutalnego Kadaja. Cloud początkowo odmawia, ale porwanie przez gang dzieci oraz spotkanie ze starymi przyjaciółmi wzbudza w nim dawne wspomnienia i nowe siły. Jednak zmierzenie się z tajemniczymi, srebrnowłosymi braćmi – Kadajem, Yazoo i Lozem – to nie wszystko, czemu stawić czoła będzie musiał Cloud. Wszystko wskazuje na to, że ktoś może przyczynić się do powrotu Sephirotha do żywych...

### Kadaj, Loz i Yazoo
Kadaj, Loz i Yazoo (jap. カダージュ Kadaaju, ロッズ Rozzu i ヤズー Yazuu) to postacie niewystępujące wcześniej w żadnej części Final Fantasy, które zostały wykreowane specjalnie na potrzeby filmu. Kadaj, Loz i Yazoo są braćmi, których srebrny kolor włosów budzi podejrzenia, że mogą być w jakiś sposób powiązani z Sephirothem. Poznajemy ich na samym początku filmu, kiedy to atakują Clouda jadącego na spotkanie z Reno. Nazywają go „starszym bratem” i pytają, co zrobił z Matką. To oni są głównymi przeciwnikami Clouda w Advent Children.

## Pokazy filmu
- Po raz pierwszy film Advent Children pokazano na 61. Międzynarodowym Festiwalu w Wenecji, 1 września 2004 roku. Pokaz tego filmu otworzył nową kategorię zwaną „Venezia Digitale”, jednakże sam film nie brał udziału w konkursie, gdyż nie był jeszcze ukończony. Pokazano pierwsze jego 20 minut, lecz jak mówił już przed wakacjami 2005 Nomura, nie był to prawdziwy początek filmu, a jedynie kilka na szybko skleconych scen. Większość z nich nie znajdzie się w ostatecznej wersji filmu lub znajdą się, lecz z przerobionymi widokami z kamery.
- Po raz kolejny ten sam materiał zaprezentowana na festiwalu filmowym w Montrealu 21 października 2004 roku.
- Ten sam materiał pokazano na festiwalu filmowym w Tokio w 2004 roku.
- Advent Children powróciło do Wenecji po roku. 31 sierpnia 2005 roku zostało wyemitowane w kategorii „Venezia Digitale”. Tym razem jako pełny film.

## Obsada
- Reżyser: Tetsuya Nomura
- Zastępca reżysera: Takeshi Nozue
- Scenariusz: Kazushige Nojima (STELLAVISTA LTD.)
- Dyrektor artystyczny: Yusuke Naora
- Muzyka: Nobuo Uematsu (SMILE PLEASE Co., Ltd.)
- Producent: Yoshinori Kitase
- Współproducent: Shinji Hashimoto
- Projekty postaci: Tetsuya Nomura
- Projekty potworów i pojazdów: Takayuki Takeya

### Japońskie głosy
(według kolejności i pisowni podanej w napisach końcowych)
- Cloud Strife - Takahiro Sakurai
- Tifa Lockhart - Ayumi Itou
- Kadaj - Shoutarou Morikubo
- Rufus Shinra - Tooru Ookawa
- Reno - Keiji Fujiwara
- Rude - Taiten Kusunoki
- Yazoo - Yuuji Kishi
- Loz - Kenji Nomura
- Vincent Valentine - Shougo Suzuki
- Barret Wallace - Masahiro Kobayashi
- Cid Highwind - Kazuyuki Yamaji
- Yuffie Kisaragi – Yumi Kakazu
- Cait Sith - Hideo Ishikawa
- Red XIII – Masachika Ichimura (special apperance)
- Marlene Wallace - Miyu Tsuzurahara
- Denzel - Kyousuke Ikeda
- Tseng - Jyunichi Suwabe
- Elena - Megumi Toyoguchi
- Dziewczynka z lalką Moga- Rina Mogami
- Reeve Tuesti - Banjou Ginga
- Zack Fair - Kenichi Suzumura
- Aeris Gainsborough – Maaya Sakamoto
- Sephiroth – Toshiyuki Morikawa

### Angielskie głosy
- George Newbern – Sephiroth,
- Steve Burton – Cloud Strife,
- Steve Staley – Kadaj,
- Beau Billingslea – Barett Wallace,
- Benjamin Bryan – Denzel,
- Christy Romano – Yuffie Kisaragi,
- Crispin Freeman – Rude,
- Grace Rolek – Marlene Wallace,
- Mena Suvari – Aerith Gainsborough,
- Quinton Flynn – Reno,
- Rachael Leigh Cook – Tifa Lockhart,
- Steven Blum – Vincent Valentine,
- Wally Wingert – Rufus Shinra,
- Andrea Bowen – dziewczynka,
- Bettina Bush – Elena,
- Chris Edgerly – Cid Highwind,
- Dave Wittenberg – Yazoo
- Fred Tatasciore – Loz,
- Gregg Ellis – Cait Sith,
- Jamieson Price – Reeve,
- Liam O’Brien – Red XIII,
- Rick Gomez – Zack,
- Ryun Yu – Tseng,
- Michelle Ruff,
- Wendee Lee.

### Aktorzy z sesjimotion capture
Akihiko Kikuma, Mayuko Aoki, Masakazu Morita, Jun Ishi, Tesshin Murata, Yukiko Nakamura, Syoutarou Okubo, Isamu Tachihara

### Aktorzy z sesji motion capture walk
Kenji Arai, Miwa Hashiguchi, Riichi Seike, Masahiro Watanabe, Yasuhiro Miyakawa

### Inni
Jun Murakami - koordynator sesji motion capture walk

## Dane techniczne
- Format wydania: DVD i UMD
- Czas trwania: 101 minut
- Kraj: Japonia
- Gatunek: anime, animacja komputerowa, akcja
- Premiera: 14 września 2005

### Premiera
Z premierą Advent Children wiązało się wiele problemów. Początkowo film miał ukazać się latem 2004. Później podano 13 września 2005 r. jako datę premiery DVD w USA i 14 września 2005 r. w Japonii (miała to być premiera równoczesna - rozbieżność w datach była spowodowana różnicą czasu). Jednakże taka premiera nie nastąpiła - DVD nie trafiło do USA w tym samym czasie, co w Japonii, a premierę przesunięto na koniec roku 2005, co spowodowało też automatyczne przesunięcie premiery europejskiej, która miała nastąpić do końca tego samego roku. Później premiera miała nastąpić 10 września 2005 na festiwalu w Wenecji. Następnie Square-Enix podało, że film będzie wyświetlany w kinach w Japonii od 8 września 2005 roku i w innych częściach świata od 10 września 2005. Ostatecznie grafik premier ukształtował się jeszcze inaczej, zarówno premiera w Wenecji jak i Japonii uległy zmianie. W końcu premiera filmu przebiegała następująco:
- 31 sierpnia 2005 – na festiwalu filmowym w Wenecji
- 8 września 2005 – premiera kinowa w Japonii, w kinie Virgin Toho Cinemas Roppongi Hills Screen 7, o godzinie 19:00 czasu lokalnego
- 10 września 2005 do 16 września 2005 – pokazy filmu w Japonii w sieci kin Virgin/Toho. Pokazy te były zarezerwowane dla oficjeli i fanów, którzy zarejestrowali się na oficjalnej stronie Shinry
- 14 września 2005 – oficjalna światowa premiera DVD Japonii (według ówczesnego czasu polskiego premiera miała miejsce 14 września 2005 roku o godzinie 7:00) i tylko w tym kraju (premiera w USA została przesunięta)
- 26 października 2005 – premiera DVD w Australii
- 3 lipca 2006 – premiera DVD w Polsce w dwóch edycjach:[1]
- jednopłytowa zawierająca film FF7: Advent Children oraz Reminiscence of Final Fantasy VII
- dwupłytowa zawierająca dodatkowo usunięte sceny, dokument The Distance: The Making of Final Fantasy VII o produkcji filmu, zmontowane sceny, które emitowane były na festiwalu w Wenecji oraz trailery kompilacji FF

### Edycja zwykła DVD
- Cena: 2800 jenów

Edycja zwykła zawiera:
- właściwy film na DVD
- płytę z 30-minutowym materiałem filmowym "Reminiscence of Final Fantasy VII"
- wszystkie zwiastuny FFVII:AC
- zwiastuny wszystkich części Kompilacji

### Edycje specjalne DVD
- Advent Children Complete – wydana w 2009 roku edycja specjalna zawierająca sceny, których nie było w filmie wydanym w zwykłej edycji.
- First Time Limited Edition – cena: 3800-4300 jenów; wersja zwykła + tzw. "First Print Gorgeous Package".
- Advent Children Ultimate Edition – cena: 29500 jenów; wersja zwykła + dodatkowy dysk DVD z OAV/OVA Last Order: Final Fantasy VII, dokumentem typu making of Distance – Final Fantasy VII: Advent Children, zwiastunami AC oraz wersją filmu pokazaną w Wenecji oraz + dodatki zwane "Advent Pieces: Limited", czyli: zestaw figurek "Cloud na Fenrirze", skrypt dialogów postaci wraz z przypisami, czapka z daszkiem ze wzorem Bahamuta, t-shirt z motywem "Cloudy Wolf", breloczek z numerem seryjnym oraz specjalna edycja wydanej na PlayStation gry, Final Fantasy VII: International.
  - zobacz Advent Pieces: Limited 1
  - zobacz Advent Pieces: Limited 2
  - zobacz Advent Pieces: Limited 3

### Edycja zwykła UMD
Zostanie wydana 14 września 2005 roku, jak wersja DVD i będzie kosztowała tyle samo – 2800 jenów. Wersja UMD będzie zawierać angielską i japońską wersję dźwiękową filmu, jak i japońskie i angielskie napisy. Dodatkowo do tej wersji zostanie dodany specjalny dysk z tzw. High Speed Battle Music Selection – zestawem ścieżek muzycznych, które pojawiają się w filmie podczas walk.

## Soundtrack
OST (w skrócie Original Soundtrack) pojawił się 28 września 2005 roku (środa) w Japonii. Album kosztuje 3000 jenów. Wydana została zarówno wersja zwykła, jak i wersja limitowana (która różniła się jedynie tym, że była ze srebrną obwolutą).
Spis utworów:
- Opening
- The Promised Land
- Beyond The Wasteland
- Sign
- Tifa's Theme (Piano Version)
- For the Reunion
- Those Who Fight (Piano Version)
- Water
- Materia
- Black Water
- Aerith's Theme (Piano Version)
- Battle in the Forgotten City
- Violator
- Great Northern Cave (FFVII AC Version)
- Divinity I
- Tatakau Monotachi (FFVII AC Version)
- Those Who Fighter Further (FFVII AC Version)
- Divinity II
- Encounter
- The Chase of Highway
- Savior
- J-E-N-O-V-A (FF7 AC VERSION)
- Advent: One-Winged Angel
- Cloud Smiles
- End Credits
- Calling

Muzyki z piosenki One Winged Angel, wersji dla Advent Children można posłuchać w tle muzycznej strony Square-Enix

## Promocja filmu
Od 11 lipca sklepy w Akihabarze (wielkim centrum handlowym związanym z elektroniką), w Japonii zamieściły w swoich witrynach wielkie standy promujące film oraz zaczęły rozdawać swoim klientom promocyjne ulotki. Reklamowały one przede wszystkim zawartość Advent Pieces: Limited. W standach umieszczono monitory, które wyświetlały zwiastun z wystawy E3 (wersję podstawową). Po zwiastunie pojawiły się przez 10 sekund napisy informujące, jakie dodatki wejdą w skład Ultimate Edition. Tłem do napisów były sceny z anime Last Order: Final Fantasy VII.

## Odbiór
Film zrecenzował Paweł Matuszek dla Nowej Fantastyki (9/2006). Pozytywnie ocenił CGI, ale negatywnie fabułę ("żenująco przewidywalna [i] hermetyczna", oceniając film jako "rozrywkę wyłącznie dla wtajemniczonych", czyli fanów gry.